# Meurtre de Sharon Tate
L'affaire Manson et le meurtre de Sharon Tate se réfèrent aux meurtres de cinq personnes parmi lesquelles se trouvaient l'actrice de cinéma américaine Sharon Tate et trois de ses amis, commis par des membres d'une secte appelée la « famille Manson », dans la nuit du 8 au 9 août 1969, ainsi que des meurtres de Leno et Rosemary LaBianca, le lendemain dans la nuit 9 au 10 août.
Les meurtres sont commis par Charles « Tex » Watson, Susan Atkins et Patricia Krenwinkel, sous la direction de Charles Manson, membres de la secte qui pénètrent dans la maison louée depuis le 12 février par le couple marié formé de l'actrice américaine Sharon Tate et du réalisateur franco-polonais Roman Polanski au 10050 Cielo Drive à Los Angeles (Californie). Watson conduit Atkins, Krenwinkel et Kasabian du ranch Spahn à la résidence. Ils assassinent Sharon Tate, enceinte de huit mois et demi, ainsi que trois amis en visite à ce moment-là et un visiteur de 18 ans, tué alors qu'il quittait la maison. Le lendemain, ils assassinent le couple Leno et Rosemary LaBianca.
Charles Manson, qui sera condamné pour avoir organisé les meurtres, avait tenté sans succès de faire signer un contrat d'enregistrement au producteur de disques Terry Melcher, qui avait précédemment loué la maison de mai 1966 à janvier 1969 avec sa petite amie, l'actrice Candice Bergen, et le musicien Mark Lindsay. Charles Manson avait pénétré deux fois de suite dans la propriété cinq mois avant les meurtres, sans prévenir, et avait été informé du déménagement de Terry Melcher.

## Victimes et invités absents au 10050 Cielo Drive
Les cinq personnes présentes dans la maison située au 10050 Cielo Drive au moment des crimes (à Benedict Canyon, dans la partie centre-ouest du quartier de Beverly Crest à Los Angeles, à la frontière de Beverly Hills, en Californie), toutes étrangères aux adeptes de Charles Manson, sont assassinées, après que les assaillants eurent coupé tous les fils du téléphone: 
- l'actrice de cinéma et mannequin Sharon Tate, enceinte de huit mois et demi, épouse du réalisateur Roman Polanski ;
- son ex-compagnon et néanmoins ami, le coiffeur renommé Jay Sebring ;
- Wojciech Frykowski, ami, ancien producteur, scénariste et garde du corps de Polanski ;
- Abigail Folger, compagne de Frykowski, fille de Peter Folger, héritier de la famille café Folgers[2] ; et
- Steven Parent, connaissance du gardien de la propriété.

Deux amis de Jay Sebring avaient prévu de se joindre au dîner ce soir-là mais tous deux auront un empêchement, le producteur de musique Quincy Jones et l'acteur Steve McQueen.
Une amie de Sharon, Ava Roosevelt, avait également prévu de passer la soirée chez Sharon mais sa voiture étant tombée en panne, elle n'a pas pu venir.

## Contexte

### Installation des résidents sur les lieux

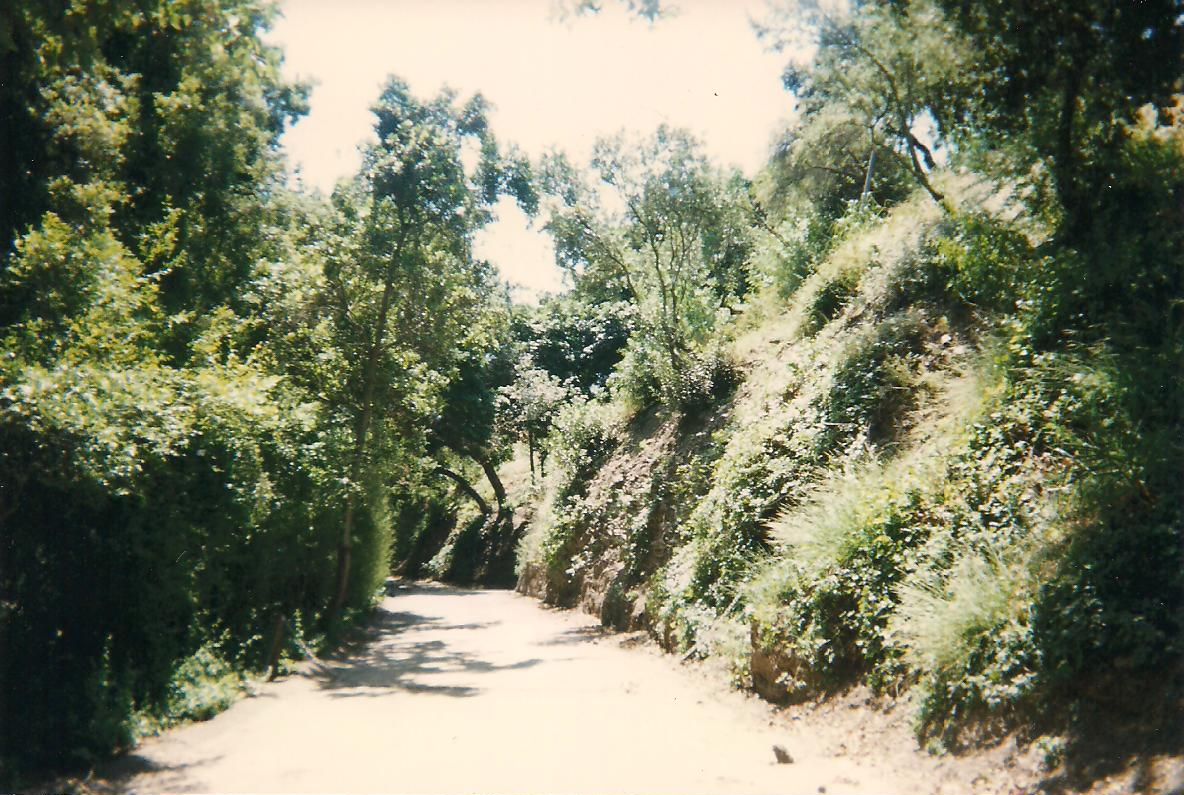
La route menant au 10050 Cielo Drive, Benedict Canyon, Los Angeles.

La propriété comprend une maison de trois chambres et une petite dépendance, située à moins de cinquante mètres. La première est louée par son propriétaire Rudolph Altobelli, un agent de professionnels du cinéma, qui voyage beaucoup en Europe et utilise la seconde comme un pied-à-terre lorsqu'il doit passer par Los Angeles. Sharon Tate vit et travaille à Londres avec son mari mais signe un bail le 12 février car la propriété est tout proche de là où vit sa meilleure amie Sheilah Wells, avec qui elle a été colocataire pendant six ans, et qui a prévu d'accoucher le 15 mars de son second enfant, dont l'un des prénoms sera Tate. Sharon Tate apprend en février ou mars qu'elle est enceinte elle aussi et prend un temps de réflexion avant d'en informer son mari.
Après les meurtres, Sheilah Wells, interviewée par  Marcia Borie dans l'édition de novembre 1969 du magazine de cinéma Screenland, racontera que Sharon Tate a été la première personne à la visiter à l'hôpital après l'accouchement puis à son retour chez elle.
En vue de la promotion de "12 + 1", le film à gros budget qu'elle tourne en Europe Sharon Tate doit également effectuer des photos et un film, et compte pour cela sur son confident et photographe attitré, l'Iranien Shahrokh Hatami : les jours suivant cet accouchement y sont consacrés, tout comme à une pendaison de crémaillère organisée six semaines après la signature du bail.
Selon le livre d'Ed Sanders, Roman Polanski avait confié à Shahrokh Hatami ne pas vouloir d’enfant et lorsqu’elle avait appris en février qu’elle-même était enceinte, Sharon avait téléphoné à Jay Sebring, pour lui demander conseil, ce autre confident lui disant d’attendre un mois, quand il serait trop tard pour avorter, avant d'en informer Polanski. Le livre raconte la suite, plus conflictuelle, quand Polanski lui demande de l'accompagner au festival de Rio au Brésil pour qu’elle avorte, apprenant qu'elle est enceinte à la mi-mars: « il a dit qu’il ne voulait pas avoir d’enfant, et il a protesté », a raconté Sharon à Shahrokh Hatami. « Tu ne peux rien faire, c’est mon enfant. Je vais le garder, » dit-elle ensuite à Polanski. Ce dernier, qui avait une emprise importante sur son épouse selon l'ami de cette dernière Joanna Pettet et d'autres sources interrogées par Ed Sanders, est retourné à Londres, quand elle a refusé d'avorter, pour s'adonner à sa liaison avec Michelle Phillips,. Les autobiographies de John et Michelle Phillips, toutes deux publiées en 1986, feront état de cette liaison, la seconde précisant qu'ils ont rédigé une demande de divorce auprès du comté de Los Angeles en mai 1969.

### Passage sans prévenir de Charles Manson en mars
Rudolph Altobelli et Shahrokh Hatami seront deux témoins clés de l'enquête sur l'assassinat car tous deux ont eu une conversation avec l'organisateur de l'assassinat, Charles Manson, qui avait pénétré deux fois de suite sans prévenir sur la propriété le 23 mars 1969. Par la fenêtre, Shahrokh Hatami l'aperçoit sur le gazon, marchant comme en terrain conquis. Du pas de la porte, il lui demande ce qu'il veut. Charles Manson est alors aperçu par Sharon Tate à travers la porte, à quelques mètres.
Le photographe a alors proposé à Charles Manson de vérifier si Terry Melcher n'habitait pas l'annexe de la propriété. Lorsque Manson revient plus tard dans la soirée, Rudolph Altobelli l'informe que Terry Melcher, l'homme qu'il cherche, n'a plus habité la propriété après janvier 1969 et lui précise qu'il part le lendemain en voyage pour un an, car Charles Manson lui réclamait à lui aussi la signature d'un contrat d'enregistrement.

### Obligations professionnelles de Sharon Tate et Roman Polanski
Venue directement à Rome en Italie avec Altobelli, pour y tourner dans "12 + 1", dont la production, basée en Angleterre, France et Italie, a début début février et s'est achevée fin mai, Sharon Tate ne parvenait plus à avoir son mari au téléphone. Elle y entame une liaison avec l'acteur anglais Christopher Jones, lui aussi en tournage à Rome, que lui a présenté leur agent commun Rudolph Altobelli lors d'un dîner les asseyant côte à côte. Christopher Jones est ensuite en tournage en Irlande sur un film à très gros budget, "La fille de Ryan", où il a dû remplacer au dernier moment Marlon Brando, retenu sur un autre tournage.
Depuis le début de l'année 1969, Roman Polanski était à Londres et en mars, il n'a pas obtenu de visa pour rejoindre sa femme à Rome. Puis tous deux se retrouvent pour la pendaison de crémaillère le 15 mars en Californie, qui coincide avec l'accouchement de la meilleure amie de Sharon Tate. Le lendemain 16 mars, Sharon Tate et Shahrokh Hatami amènent Polanski à l'aéroport, où il prend l'avion pour aller assister au festival du film de Rio de Janeiro, qui va s'achever trois semaines plus tard, le 8 avril, même si son film et celui de Joseph Losey ne figurent au palmarès que par l'intermédiaire de Mia Farrow, interprète des deux films.
Dans l'avion, son associé à Londres lui soumet l'idée d'un film Le Jour du dauphin, adaptation d'un livre à succès de Robert Merle qui sera traduit en anglais au printemps. Le livre traduit en anglais ne sera publié que plus tard, avec des critiques dans la presse quotidienne de la mi-mai à la mi-juin, mais Polanski aurait reçu de son employeur, selon le livre d'Ed Sanders de 2016, un court résumé indicatif en avril, transmis par le directeur de la maison d'édition Michael Korda, interrogé par Ed Sanders pour son livre de 2016.
Sharon Tate a passé le week-end de Pâques avec Polanski à Londres, où il lui offre une Rolls-Royce Dawn. Polanski est absent le 14 avril 1969 au Dorothy Chandler Pavilion à Los Angeles pour la remise de l'Oscar gagné par Rosemary's Baby (1968) . 
Sharon Tate ne rentre à Los Angeles qu'en juillet, à bord du navire "Queen Elizabeth", via Southampton, y retrouvant son coiffeur et ex-fiancé Jay Sebring, dont elle est restée proche et qui a tenté de la sauver, comme le rappellera le film "Once Upon a Time… in Hollywood" de Quentin Tarantino, sorti en 2019.
Au cours du printemps et de l'été, tout en commençant des repérages en vue de ce projet de film, qui ne sortira finalement qu'en 1973, réalisé par un autre metteur en scène, Roman Polanski s'emploie aussi à la fermeture sa société de production, "Cadre Films", rendue nécessaire par l'échec du film "Les Aventures du brigadier Gérard", qui n'a pas trouvé de distributeur 
après avoir été tourné par Jerzy Skolimowski d'après Arthur Conan Doyle sur un scénario de Gene Gutowski, l'associé de Polanski dans cette société, qui produit aussi le film "Un jour à la plage (A Day at the Beach), réalisé par un ami marocain, Simon Hesera, sur un scénario de Polanski, et vient à peine d'être tourné au Danemark.
Le scénariste et réalisateur américain Robert Towne est mis à contribution pour le projet de film Le Jour du dauphin, et quand il n'est pas là, le scénariste Michael Braun. Wojciech Frykowski, alors à Los Angeles, a proposé son aide pour effectuer des recherches pour le projet sur les dauphins, mais devait être rentré à Los Angeles pour son anniversaire le 18 août, date qui coïncidait avec celle de la naissance attendue du bébé. Polanski retarde son retour.

### Installation de Wojciech Frykowski sur la propriété
Ami de jeunesse de Polanski, Wojciech Frykowski a quitté la Pologne en 1967 pour s'installer à Paris puis à New York où en janvier 1968 l'écrivain Jerzy Kosinski l'a présenté à Abigail Foster, qui lui fait visiter New York, puis en août 1968 déménage avec lui à Los Angeles pour s'installer sur Woodstock Road dans la maison de location de Cass Elliot, chanteuse de The Mamas & the Papas. Frykowski y a brièvement travaillé comme scénariste chez Paramount puis le 1er avril 1969, a enménagé à Cielo Drive, Roman Polanski et sa femme Sharon Tate travaillant alors tous deux en Europe. Sharon Tate se confie sur le fait qu'elle n'apprécie pas que Wojciech Frykowski invite des inconnus à Cielo Drive et fréquente des drogués. Trois amis de Wojciech Frykowski y ont en particulier causé une bagarre le 15 lors de la pendaison de crémaillère et Polanski les a expulsés.
Ensuite, au printemps-été 1969, l'actrice Olivia Hussey devient amie avec Sharon Tate, via Rudolph Altobelli et convient avec elle par téléphone de s'installer à Cielo Drive avant l'accouchement, en prévision de l'aider dans sa maternité. Elle a au même moment finalement renoué avec son ex-petit ami Christopher Jones, qui est sous le choc car il a eu début 1969 une liaison avec Sharon Tate à Rome, le rejoignant sur le tournage du film La fille de Ryan prolongé en Afrique du Sud pour six mois.
En juillet 2005, la revue américaine Vanity Fair sera condamnée en diffamation, Roman Polanski apportant la preuve qu'il est rentré à Los Angeles par un vol direct de Londres sans passer par New-York, balayant les accusations du magazine sur une tentative d'infidélité supposée dans un restaurant de New-York au même moment.

## Meurtres au 10050 Cielo Drive

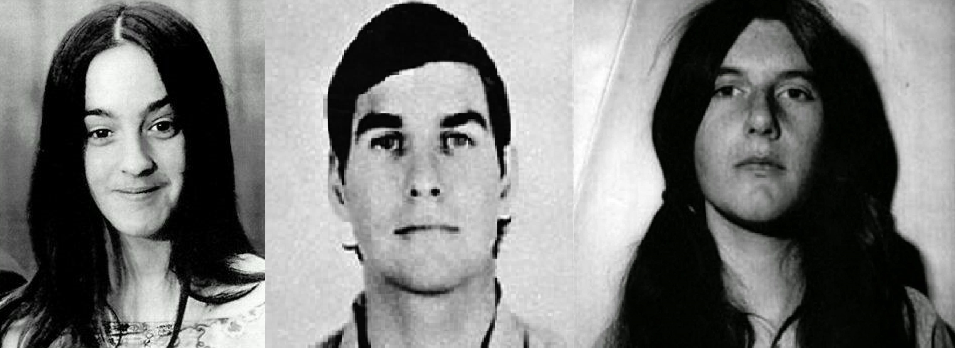
Photos d'identité judiciaire de Susan Atkins, Tex Watson et Patricia Krenwinkel de la « famille Manson ».

Dans la nuit du 8 août 1969, Tex Watson emmène Susan Atkins, Linda Kasabian et Patricia Krenwinkel dans « cette maison où vivait Terry Melcher », au 10050 Cielo Drive à Los Angeles, comme ordonné par Manson, afin de « détruire totalement tout le monde, aussi horriblement que possible »,. Manson demande aux femmes de faire ce que Watson leur demandera. Krenwinkel était l’un des premiers membres de la famille et aurait été recrutée par Dennis Wilson des Beach Boys en faisant de l’auto-stop.
Lorsque le groupe de meurtriers arrive à l'entrée de la propriété, Tex Watson, qui s'était déjà rendu à la maison au moins à une occasion, grimpe sur un poteau téléphonique près de la porte d'entrée et sectionne le câble de l'arrivée de la ligne téléphonique vers la maison.
Le groupe recule alors leur voiture jusqu'au bas de la colline qui mène à la propriété, se gare et regagne la maison. Pensant que la porte pouvait être électrifiée ou équipée d'une alarme, ils grimpent sur un talus broussailleux à droite de la porte et entrent dans la propriété.
Juste à ce moment, une voiture approche depuis un angle de la propriété. Watson ordonne aux femmes de s'allonger dans les buissons. Il sort et ordonne au conducteur qui s'approche de s'arrêter. Steven Parent, un étudiant de dix-huit ans, venait de rendre visite à William Garretson, le gardien de la propriété, qui vivait dans la maison d'hôtes. Alors que Watson met en joue Parent avec un revolver de calibre .22, le jeune homme effrayé le prie de ne pas le blesser, promettant de ne rien dire. Watson se précipite sur Parent avec un couteau, le blesse à la main (sectionnant ses tendons et déchirant la montre du garçon), puis lui tire dessus à quatre reprises à la poitrine et l'abdomen. Watson ordonne aux femmes d'aider à pousser la voiture plus loin dans l'allée,.
Après avoir traversé la pelouse et demandé à Kasabian de rechercher une fenêtre ouverte sur la maison principale, Watson coupe et casse une fenêtre. Watson demande à Kasabian de veiller près de la porte ; elle se dirige vers la voiture de Parent, une AMC Ambassador, et attend,. Watson enlève la vitre, entre par la fenêtre et laisse Atkins et Krenwinkel entrer par la porte d'entrée.
Alors que Watson murmure à Atkins, Frykowski, qui dort sur le canapé du salon, se réveille. Watson le frappe d'un coup de pied dans la tête. Lorsque Frykowski lui demande qui il est et ce qu'il fait là, Watson répond : « Je suis le diable et je suis ici pour faire le travail du diable. ».
Sur les instructions de Watson, Atkins trouve les trois autres occupants de la maison et, avec l'aide de Krenwinkel, les obligent à se rendre au salon. Watson attache Tate et Sebring par la nuque à une poutre du plafond à l'aide d'une corde qu'il avait apportée. Sebring proteste contre le traitement brutal fait à Tate, enceinte de huit mois. Watson lui tire alors dessus. Abigail Folger est emmenée briévement dans sa chambre pour son sac à main, duquel elle donne 70 $ aux intrus. Après cela, Watson poignarde Sebring sept fois, le laissant gémir.
Les mains de Frykowski sont alors liées avec une serviette. Se libérant, Frykowski commence à se battre avec Atkins, qui lui assène un coup de couteau dans les jambes. Alors qu'il se fraye un chemin à travers le porche, Watson l'attrape, le frappe et le poignarde à plusieurs reprises à la tête, et lui tire dessus à deux reprises.
À ce moment, Kasabian est attiré depuis l'allée à la porte par « des sons horribles ». Dans un effort vain pour arrêter le massacre, elle ment à Atkins, prétendant que quelqu'un arrive,.
À l'intérieur de la maison, Abigail Folger s'est soustraite à la surveillance de Krenwinkel et est partie par la porte d'une chambre donnant sur la piscine. Krenwinkel poursuit Folger sur la pelouse, l'attrape, la poignarde et la plaque finalement au sol avant que celle-ci ne soit poignardée par Watson à 28 reprises. Alors que Frykowski luttait sur la pelouse, Watson l'achève par une dernière série de coups de couteau ; il reçut au total 51 coups de couteau.
Dans la maison, Tate implore de pouvoir vivre assez longtemps pour donner naissance à son enfant et s'offre en otage pour tenter de le sauver. À ce stade, Atkins, Watson ou les deux tuent Tate, la poignardant à seize reprises. Watson écrivit plus tard qu'au moment de son meurtre, Tate s'écria : « Maman… maman… ».
Auparavant, alors que les quatre membres de la famille partaient du ranch Spahn, Manson avait demandé aux femmes de « laisser un signe… quelque chose de sorcier ». En utilisant la serviette qui avait lié les mains de Frykowski, Atkins écrit alors « pig » (« cochon ») sur la porte d'entrée de la maison avec le sang de Tate. En rentrant chez eux, les tueurs enlèvent leurs vêtements ensanglantés, qu'ils déposent dans les collines avec leurs armes. Le quotidien suisse Le Temps et la presse canadienne du lendemain et surlendemain, se basant sur les dépêches d'agence de presse, relèvent que la scène de crime témoigne de victimes qui se sont défendues vigoureusement,,.

## Assassinat de Leno et Rosemary LaBianca le lendemain 10 août
Le lendemain 10 août, Tex Watson, Leslie Van Houten et Patricia Krenwinkel assassinent un riche couple, Leno et Rosemary LaBianca, dans leur résidence au 3301 Waverly Drive, dans le quartier Los Feliz de Los Angeles. Trois membres de la « Famille » (Bobby Beausoleil, Marie Brunner, et Susan Atkins) sont également responsables du meurtre de Gary Hinman, professeur de musique que Manson voulait délester d'un supposé héritage de 21 000 dollars le 25 juillet 1969.
Ils sont suspectés d'avoir commis d'autres meurtres, dont celui de Donald Shea notamment.

## Enquête
Absent lors du crime, Rudolph Altobelli devient un témoin-clé de l'enquête sur le quintuple assassinat car il avait eu une conversation avec le meneur des assassins quelques mois auparavant.
En discutant avec Altobelli, le procureur finit par apprendre que lors de son voyage à Rome avec Sharon Tate, elle l'avait questionné avec inquiétude sur la visite reçu la veille d'un homme qu'elle ne connaissait pas et apprend que le photographe a parlé lui aussi à cet homme. Il confronte les témoignages divergents sur l'heure et découvre que cet homme est venu deux fois de suite, se comportant avec insistance comme s'il était déjà chez lui. De là partent d'autres recoupements qui font peu à peu avancer l'enquête, notamment l'obtention, en insistant, de l'enregistrement qu'avait effectué le shérif du comté d'Inyo de deux chercheurs de métaux précieux, Paul Crokett et Brooks Proston, le 3 octobre 1969. En mars 1969, deux prospecteurs d’or s'étaient en effet opposé à Manson dans le canyon du Golar, une étendue de terre désolée de la partie la plus méridionale de la Vallée de la Mort. 
Manson et ses fidèles ont ainsi pour base le Barker Ranch, un ex-site minier situé dans le comté d'Inyo à une quinzaine de kilomètres de la ville fantôme de Panamint City, près de la frontière avec l'Etat du Nevada. Dans le cadre d'une enquête sans lien avec les meurtres, pour des faits notamment de vandalisme dans le Death Valley National Monument, le shérif du comté, la California Highway Patrol et les National Park Service Law Enforcement Rangers arrêtent le groupe les 10 et 12 octobre 1969, Manson étant surpris en train de se cacher sous l'évier de la cuisine.
Dans ses premiers aveux à ses compagnons de cellule du Sybil Brand Institute, Susan Atkins déclare avoir tué Tate. Dans des déclarations ultérieures à son avocat, au procureur Vincent Bugliosi, et devant un grand jury, Atkins indique que Tate avait été poignardée par Tex Watson.

## Dans la culture populaire
Le film Wolves at the Door en 2016 de John R. Leonetti, thriller d'horreur relate avec une certaine fidélité le meurtre de Sharon Tate et ses amis en 1969[réf. nécessaire].
Le film The Haunting of Sharon Tate de Daniel Farrands (5 avril 2019), thriller d'horreur basé sur le meurtre de Sharon Tate et de ses amis en 1969 mélangés à des éléments de fiction[réf. nécessaire].
Le film Once Upon a Time… in Hollywood (26 juillet 2019) de Quentin Tarantino (mettant en vedette Margot Robbie dans le rôle de Tate) présente quant à lui une version fictive des meurtres. Dans ce film, le réalisateur déjoue ces meurtres en faisant tuer à la place les meurtriers (dont Atkins incarnée par Mikey Madison).
L'épisode 3 de la saison 6 de Black Mirror s'inspire fortement de l'histoire de ces meurtres.

## Chronologie
- août 1968 : Wojciech Frykowski et Abigail Foster déménagent à Los Angeles sur Woodstock Road dans la maison de location de Cass Elliot, chanteur de The Mamas & the Papas ;
- début février 1969 : début du tournage de 12 + 1
- 24 février 1969 : début du tournage de La Fille de Ryan[33] ;
- mi-février 1969 : Sharon Tate découvre qu'elle est enceinte et en informe Polanski ;
- 12 février 1969 : Sharon Tate et Roman Polanski signent le bail de Cielo Drive ;
- 15 février 1969 : incidents lors de la pendaison de crémaillère de Sharon Tate et Roman Polanski à Cielo Drive[13] ;
- 15 mars 1969 : accouchement de sa meilleure amie près de Cielo Drive ;
- 16 mars 1969 : Sharon Tate et Shahrokh Hatami accompagnent à l'aéroport Roman Polanski qui part au festival du film de Rio[13] ;
- 22 mars 1969 : Sharon Tate, Rudolph Altobelli et Shahrokh Hatami voient Charles Manson pénétrer sur la pelouse de Cielo Drive ;
- 23 mars 1969 : Sharon Tate et Rudolph Altobelli repartent travailler en Europe[13] ;
- 30 mars 1969 : Sharon Tate et Roman Polanski se voient un week-end à Londres[13] ;
- 1er avril 1969 : Wojciech Frykowski et Abigail Foster ont enménagé comme prévu à Cielo Drive[13] ;
- 30 mars 1969 : Roman Polanski, à Londres, ferme sa société de production "Cadre films" et pense à des repérages sur un résumé du film Le Jour du dauphin en vue de l'adapter ;
- mi-mai 1969 : Le Jour du dauphin est traduit en anglais, critiques positives dans la presse américaine ;
- printemps-été 1969 : Olivia Hussey devient amie avec Sharon Tate, via Rudolph Altobelli[19] et convient avec elle par téléphone de s'installer à Cielo Drive avant l'accouchement, en prévision de l'aider dans sa maternité[19] ;
- mi-juillet 1969 : Sharon Tate de retour à Los Angeles, enceinte de huit mois et demi, à bord du Queen Elizabeth[34] ;
- 25 juillet 1969 : Roman Polanski informé par l'ambassade américaine à Londres que le visa pour la nounou anglaise recrutée par Sharon Tate devrait être accordé, s'il précise lui-même son statut ;
- 25 juillet 1969 : Charles Manson, Atkins et Beausoleil débarquent chez Gary Hinman, professeur de musique à Topanga Canyon, site de Malibu proche du domicile de Terry Melcher, le torturent trois jours et le tuent[35] ;
- 30 juillet 1969 : Terry Melcher est informé de menaces de Charles Manson[13] ;
- 31 juillet 1969 : le meurtre de Gary Hinman découvert par la police[13] ;
- 8 août 1969 : appel de Sharon Tate à Polanski pour connaitre la date de son retour, il le prévoit pour le 12 ou 13 août[13], 5 jours avant son anniversaire ;
- 8 août 1969 : Charles Manson envoie Katie, Sadie, Linda et Tex Watson pour le massacre à Cielo Drive ;
- 9 août 1969 : à 8 heures, Winifred Chapman, femme de ménage, découvre la scène du crime ;
- 10 août 1969 : Tex Watson, Linda Kasabian, Sadie Mae, Leslie van Houten, Steve Grogan et Manson vont dans la maison de Leno et Rosemary La Bianca les tuer ;
- 10 août 1969 : Polanski informe la police que Sharon Tate n'a pris ni LSD ni marijuana depuis qu'elle est enceinte[36] ;
- 13 août 1969 : obsèques de Sharon Tate ;
- 18 août 1969 : conférence de presse de Polanski ;
- 3 octobre 1969 : le shériff du comté d'Inyo interroge deux chercheurs de métaux précieux, Paul Crokett et Brooks Proston, qui ont fréquenté le ranch de Manson[28] ;
- 10 et 12 octobre 1969 : raids de la police au ranch où se cachaient Manson et ses amis, pour des motifs sans liens avec les meurtres[30].